# Tour della nazionale maschile di rugby a 15 della Romania 2002
Tra il 2000 e il 2003, la nazionale della Romania di "Rugby Union" si reca varie volte in tour per prepararsi al Coppa del mondo del 2003
Nel 2002, la nazionale romena, dopo i disastri dell'anno prima, cerca un riscatto prima in Irlanda, quindi in Galles e Scozia:
| Limerick 7 settembre 2002 | Irlanda | 39 – 8 | Romania |  |

| Wrexham 1º novembre 2002 | Galles | 40 – 3 | Romania |  |

| 5 novembre 2002 | Scozia A | 21 – 18 | Romania XV |  |

| Edimburgo 9 novembre 2002 | Scozia | 37 – 10 | Romania | Murrayfield |